# Tiruppur
Tiruppūr ou Tirupur (tamoul : திருப்பூர்) est une ville, siège du district de Tiruppur dans le Tamil Nadu, en Inde.
La ville produit 80 % des vêtements tricotés indiens destinés à l’exportation. Nombre d'usines ne respectent pas les normes environnementales ; les eaux sont considérablement polluées.

## voir également
- Ūthiyūr